# Panc
Panc – wieś w Rumunii, w okręgu Hunedoara, w gminie Dobra. W 2011 roku liczyła 108 mieszkańców.